# كيفن كويك
كيفن كويك (بالإنجليزية: Kevin Quick)‏ هو لاعب هوكي الجليد أمريكي، ولد في 29 مارس 1988 في بوفالو في الولايات المتحدة.

## وصلات خارجية
- كيفن كويك على موقع دوري الهوكي الوطني (الإنجليزية)
- كيفن كويك على موقع EliteProspects.com (الإنجليزية)
- كيفن كويك على موقع HockeyDB.com (الإنجليزية)
- كيفن كويك على موقع Hockey-Reference.com (الإنجليزية)